# ثه سو نیین
ثه سو نیین (انگلیسی: Thae Su Nyein؛ ۲۴ مه ۲۰۰۷) یک ملکه زیبایی و مدل اهل میانمار است. او برنده عنوان Miss Grand Myanmar 2024 شد و نماینده میانمار در مسابقات Miss Grand International 2024 در بانکوک، تایلند بود که در تاریخ ۲۵ اکتبر ۲۰۲۴ در این مسابقات مقام دوم را به دست آورد. اما در تاریخ ۲۸ اکتبر ۲۰۲۴، سازمان Miss Grand International به دلیل رفتار غیرمناسب او و مدیر ملی میانمار، عنوان او را لغو کرد.  

## زندگی‌نامه
ثه سو نیین در ۲۴ مه ۲۰۰۷ در شهر تاوگو، منطقه پگو، میانمار به دنیا آمد. او در سال ۲۰۲۴ در مسابقات Miss Grand Myanmar 2024 شرکت کرد و توانست این عنوان را از آن خود کند.

## مسابقات

### Miss Grand Myanmar 2024
در دسامبر ۲۰۲۳، ثه سو نیین در مسابقات Miss Grand Myanmar 2024 که در هگزاگون کامپلکس در یانگون برگزار شد، شرکت کرد و عنوان برنده را به دست آورد.

### Miss Grand International 2024
ثه سو نیین نماینده میانمار در مسابقات Miss Grand International 2024 بود که در ۲۵ اکتبر ۲۰۲۴ در بانکوک برگزار شد. او موفق شد به مقام دوم دست یابد و همچنین جوایز ویژه‌ای نظیر Miss Beauty Skin Award و Miss I'Aura Queen Award را دریافت کند. اما در تاریخ ۲۸ اکتبر ۲۰۲۴، سازمان Miss Grand International به دلیل رفتار غیرمناسب او و مدیر ملی میانمار، عنوان او را لغو کرد.

## حواشی و لغو عنوان
پس از برگزاری مسابقات Miss Grand International 2024، گزارش‌هایی از بروز اختلافات میان تیم میانمار و برگزارکنندگان منتشر شد. در طی این درگیری‌ها، مدیر ملی میانمار تاج و روبان را از ثه سو نیین برداشت و اعتراض خود را به نتیجه مسابقات اعلام کرد. این اقدام باعث بروز تنش‌های شدید با برگزارکنندگان مسابقات شد و در نهایت، سازمان Miss Grand International اعلام کرد که رفتار مذکور به دلیل نقض قوانین سازمان غیرحرفه‌ای بوده و عنوان او را لغو کرده است.